# Dance to the Music
Dance to the Music — пісня гурту Sly & the Family Stone, випущена 1968 року. Вийшла в альбомі однойменному альбомі, а також як сингл.
Ця пісня потрапила до списку 500 найкращих пісень усіх часів за версією журналу Rolling Stone.
- фрагмент пісніⓘ